# Café Lamas
O Restaurante Café Lamas é um tradicional restaurante situado no bairro do Flamengo, na cidade do Rio de Janeiro, no Brasil. Foi fundado em 4 de abril de 1874.

## História
Funcionando 24 horas, reunia a boemia carioca e, durante muitos anos, foi conhecido na cidade por ser ponto de encontro de artistas, jornalistas, políticos e intelectuais. Dentre os famosos que o frequentaram, estão Oscar Niemeyer, Manuel Bandeira, Juscelino Kubitschek, Sérgio Buarque de Holanda, Cândido Portinari, Getúlio Vargas, Monteiro Lobato, Oswaldo Aranha, Ruy Barbosa, Machado de Assis, Olavo Bilac, Emílio de Meneses, João do Rio, entre outros. Inicialmente situado no Largo do Machado, no bairro do Catete, em 1976 mudou-se para a Rua Marquês de Abrantes devido às obras do metrô. É citado na música Rio Antigo (Como nos velhos tempos) de Chico Anysio e Nonato Buzar - gravada por vários cantores entre eles o próprio Chico (com participação de Mussum) e a versão mais famosa na voz da cantora Alcione.
| “ | O Café Lamas continua aberto, imortal, dessa imortalidade idêntica à da natureza que se renova cada ano pela força da primavera. | ” |

Há também uma citação no célebre conto "O concerto de João Gilberto no Rio de Janeiro", de 1983, escrito por Sérgio Sant'Anna.